# Liste der portugiesischen Botschafter in Lettland
Die Liste der portugiesischen Botschafter in Lettland listet die Botschafter der Republik Portugal in Lettland auf. Die beiden Staaten unterhalten seit 1992, nach der aktuellen lettischen Unabhängigkeit 1991, ununterbrochene diplomatische Beziehungen. Nach der ersten lettischen Unabhängigkeit waren beide Länder bereits ab 1921 erstmals diplomatische Beziehungen eingegangen, hatten aber noch keine Botschafter ausgetauscht.
Eine eigene Botschaft unterhielt Portugal in der lettischen Hauptstadt Riga zwischen 2001 und 2016, seither ist für Lettland der portugiesische Botschafter in der schwedischen Hauptstadt Stockholm zuständig, der dazu dort, wie vor der Eröffnung der eigenen Botschaft, doppelakkreditiert wird (Stand August 2019).

## Missionschefs
| Name                                      | Bild     | Akkreditierungsdatum | Anmerkungen                                                                   |
| Lettland                                  | Lettland | Lettland             | Lettland                                                                      |
| ----------------------------------------- | -------- | -------------------- | ----------------------------------------------------------------------------- |
| Vasco Taveira da Cunha Valente            |          | 19. Mai 1993         | erster Botschafter Portugals in Lettland, mit Amtssitz in Stockholm           |
| Paulo Guilherme Pires de Lima de Castilho |          |                      | Botschafter mit Amtssitz Stockholm                                            |
| Alvaro Manuel Soares Guerra               |          | 24. August 1999      | Botschafter mit Amtssitz Stockholm                                            |
| João Pedro Zanatti Rodrigues              |          |                      | Botschafter mit Amtssitz Stockholm                                            |
| José Carlo Júlio da Cruz Almeida          |          |                      | Botschafter mit Amtssitz Stockholm                                            |
| João Luís Niza Pinheiro                   |          |                      | Botschafter, seit 19. Oktober 2001 Leiter der neueröffneten Botschaft in Riga |
| Manuel Marcelo Monteiro Curto             |          | 19. April 2012       | von 19. März 2012 bis 23. Dezember 2014, Botschafter mit Amtssitz Stockholm   |
| José Júlio Pereira Gomes                  |          |                      | ab 1. Oktober 2015, Botschafter mit Amtssitz Stockholm                        |
| Henrique Manuel Silveira Borges           |          |                      | ab 2017, Botschafter mit Amtssitz Stockholm                                   |